# Nikolaus Johann van Beethoven
Nikolaus Johann van Beethoven (* 2. Oktober 1776 in Bonn; † 12. Januar 1848 in Wieden) war ein deutscher Apotheker und der jüngste Bruder des Komponisten Ludwig van Beethoven.

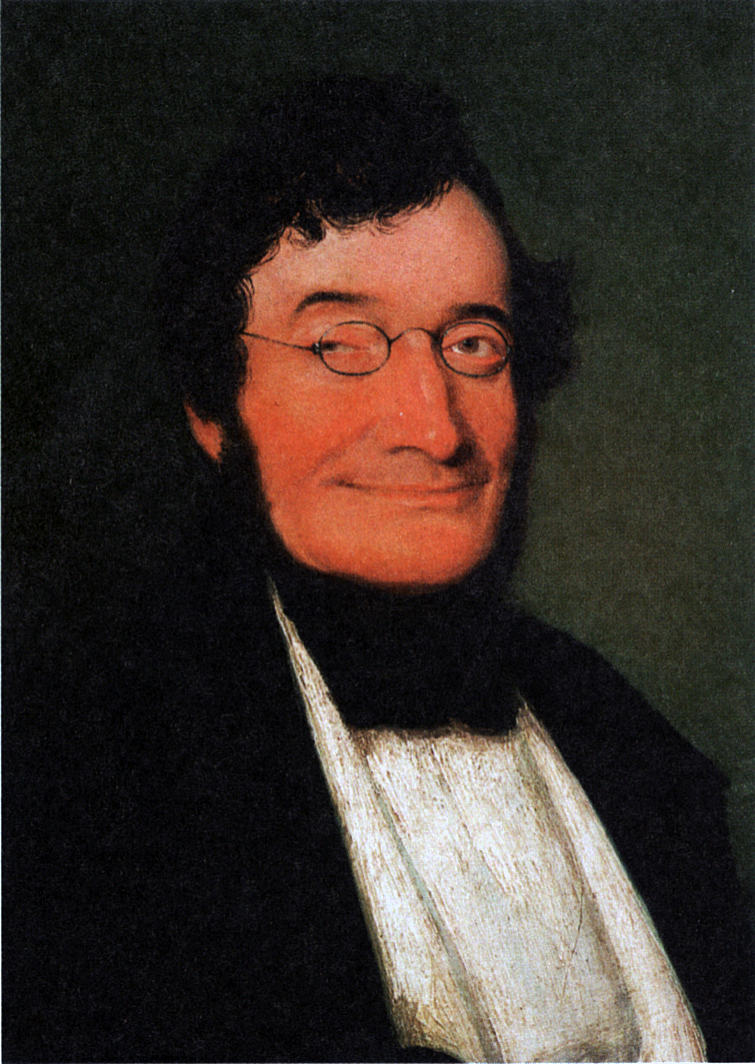
Nikolaus Johann van Beethoven im Alter von 65 Jahren (1841)

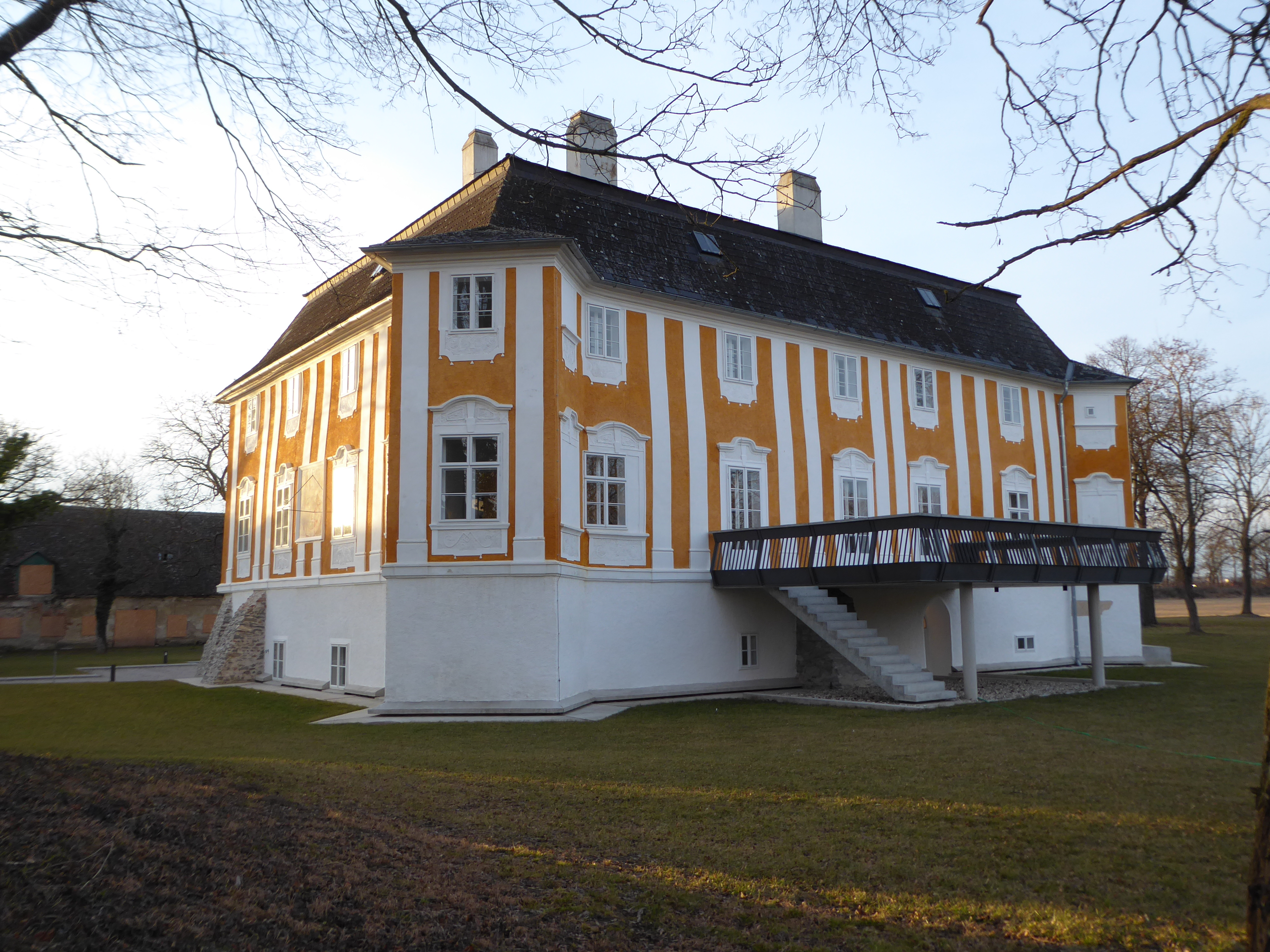
Schloss Wasserhof (2017)

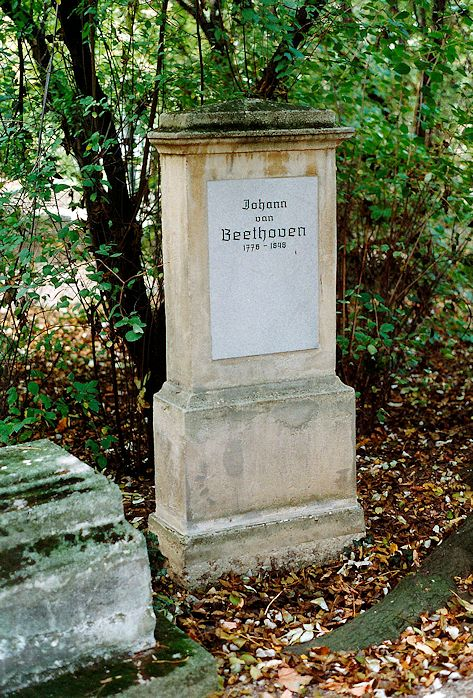
Johann van Beethovens Grab im Gräberhain des Waldmüllerparks

## Leben
Nikolaus Johann van Beethoven war das vierte Kind des Tenors Johann van Beethoven und dessen Ehefrau Maria Magdalena geb. Keverich. Das Ehepaar hatte insgesamt sieben Kinder, von denen jedoch nur drei das Erwachsenenalter erreichten (Ludwig, Kaspar Anton und Nikolaus Johann). Der Großvater von Nikolaus Johann, Ludwig van Beethoven d. Ä., war ein angesehener Musiker im Dienste der Kurfürsten und Erzbischöfe von Köln Clemens August von Bayern und Maximilian Friedrich. (Maximilian Friedrich ernannte ihm, nach dem Tode seines Vorgängers im Jahre 1761 zum Kapellmeister seiner Hofkapelle).
Gemäß Taufurkunde wurde Nikolaus Johann am 2. Oktober 1776 getauft und da anzunehmen ist, dass in der damaligen Zeit noch am Tage der Geburt getauft wurde, kann davon ausgegangen werden, dass das Taufdatum auch das Geburtsdatum des Neugeborenen ist. Nikolaus Johann hatte eine schwierige Kindheit, seine Mutter starb, als der Knabe erst 11 Jahre alt war. Da sein Vater zunehmend die Kontrolle über seinen Alkoholkonsum verlor und zum Alkoholiker wurde, übernahm der älteste Bruder Ludwig die Fürsorge für seine beiden jüngeren Brüder.
Nikolaus Johann sollte eine pharmazeutische Laufbahn einschlagen und wurde daher in der damaligen kurfürstlichen Hofapotheke zu Bonn als Lehrling untergebracht. Von dort wechselte er an die Einhorn-Apotheke in Linz am Rhein. Als Ludwig van Beethoven im Jahre 1792 nach Wien zog, folgten auch die beiden jüngeren Brüder, für die sich der Komponist zur Fürsorge verpflichtet fühlte. Diese Haltung gegenüber seinen Brüdern hielt Ludwig ein Leben lang bei. Auch das Heiligenstädter Testament aus dem Jahre 1802 ist in erster Linie an seine Brüder gerichtet, obzwar er Nikolaus Johann darin gar nicht namentlich erwähnt, sondern an den drei entsprechenden Stellen einen Leerraum lässt.
Im Jahre 1796 trat Nikolaus Johann als „Subjekt“ in die geschichtsträchtige Heilig-Geist-Apotheke in Wien ein. In seinem Begrüßungsbrief bot Bruder Ludwig  finanzielle Unterstützung an, ermahnte aber auch zugleich: „Nimm dich nur in Acht vor der ganzen Zunft der schlechten Weiber…“. Das Verhältnis der drei Beethoven-Brüder, die nun alle drei in Österreich lebten, war sehr ambivalent. „Sie schlugen und vertrugen sich“, so wird das Verhältnis der Brüder von manchen Historikern bezeichnet. Sie konnten nicht miteinander, aber wollten auch nicht ohne einander leben.
Im Jahre 1801 legte Nikolaus Johann an der Wiener Universität die für Apotheker erforderlichen Prüfungen ab. Danach machte er sich selbständig und erwarb im März 1808 die Apotheke Zur goldenen Krone in Linz an der Donau. Nikolaus Johann van  Beethoven war als Apotheker sehr erfolgreich. In der Zeit, als Österreich von Napoleon und dessen Truppen besetzt war, belieferte er die Besatzungstruppen mit Medikamenten. Er nutzte die Zeit für sich und sein Unternehmen. Später belieferte er das österreichische Militär mit Medikamenten. Als erfolgreicher Geschäftsmann verkaufte er 1816 die Apotheke am Linzer Hauptplatz und gründete 1817 in Linz-Urfahr eine weitere Apotheke Zum Goldenen Adler.
Im Jahre 1812 beabsichtigte Nikolaus Johann, seine Linzer Haushälterin Therese Obermeyer zu heiraten, was bei seinem Bruder Ludwig zu heftigen Protesten führte. Als der Komponist diese Tatsache erfuhr, reiste er sofort nach Linz, um seinen Bruder von dieser Absicht abzubringen, da er die Ansicht vertrat, dass die zukünftige Schwägerin den Namen Beethoven „beschmutzen“ werde. „Unsichtbar schwebe ich um Dich, damit die Kanaille Dir nicht den Hals umdreht“ schrieb Ludwig an Nikolaus Johann und meinte seine Schwägerin, die er gerne als Hexe betitelte. Ludwig intervenierte sogar beim Bischof, um diese Ehe zu verhindern. Als Begründung gab er an, dass Therese Obermeyer bereits mit einem anderen Mann ein uneheliches Kind habe. Nach einem heftigen Streit trennten sich die beiden Brüder und Nikolaus Johann ehelichte Therese Obermeyer am 8. November 1812. Aber die Ehe verlief nicht glücklich, das Paar hatte keine Kinder. Die uneheliche Tochter seiner Frau heiratete später den Glasfabrikanten Carl Stölzle, der mit der Mitgift seiner Frau sein Unternehmen gründete.
Nikolaus Johann kam als erfolgreicher Apotheker auch zu beträchtlichen Vermögen und konnte sich dadurch im Jahre 1819 das stattliche Landgut Gneixendorf bei Krems (genannt auch Schloss Wasserhof) leisten. Ludwig van Beethoven mokierte sich wiederholt über den luxuriösen Lebenswandel seiner unbeliebten Schwägerin sowie seines Bruders. Als Ludwig im Jahre 1823 einen Neujahrsgruß erhielt, der mit „Von deinem Bruder Johann, Gutsbesitzer“ unterzeichnet war, antwortete Ludwig postwendend mit „Von deinem Bruder Ludwig, Hirnbesitzer“.
Ludwig van Beethoven besuchte am 29. September 1826 gemeinsam mit seinem Neffen Karl seinen Bruder auf dessen Landgut in Gneixendorf. Hier vollendete er am 30. Oktober 1826 auch sein Streichquartett F-Dur (Op. 135) und komponierte das Finale für das Streichquartett B-Dur (Op. 130) neu. Anfang Dezember reiste er zurück nach Wien.
Nikolaus Johann verkaufte das Landgut Gneixendorf im Jahre 1836. Seine letzten Jahre verbrachte er in Wien, wo er am 12. Januar 1848 auch starb.

## Darstellung im Film
Im Film Louis van Beethoven (2020) von Nikolaus Stein von Kamienski mit Tobias Moretti in der Titelrolle wurde dessen Bruder Johann von Cornelius Obonya verkörpert.